# عزلة جبل زبيد (ذمار)

تعديل مصدري - تعديل

عزلة جبل زبيد هي إحدى عزل مديرية عنس في محافظة ذمار اليمنية ويبلغ تعداد سكانها 7522 نسمة حسب التعداد السكاني في اليمن لعام 2004.

## روابط خارجية
- الجهاز المركزي للإحصاء بالجمهورية اليمنية
- المركز الوطني للمعلومات باليمن
- World Gazetteer:Yemen
- الدليل الشامل